# Sander vitreus
La lucioperca amarilla (Sander vitreus), conocida en el área de los grandes lagos como walleye, es una especie de peces de la familia Percidae en el orden Perciformes.

## Morfología
Los machos pueden llegar alcanzar los 107 cm de longitud total y los 11,3 kg de peso.

## Distribución geográfica
Se encuentran en Norteamérica.

## Subespecies
- Sander vitreus glaucus †